# Пионер (картина)
«Пионер» (англ. The Pioneer) — картина-триптих австралийского живописца, представителя Гейдельбергской школы Фредерика Мак-Каббина, написанная в 1904 году. Триптих на трёх панелях рассказывает историю свободного фермера и его семьи, живущих в австралийском буше. Произведение широко считается одним из шедевров австралийского искусства. Находится в Национальной галерее Виктории в Мельбурне (Австралия) и выставлена в Центре Яна Поттера на площади Федерации.

## Сюжет и описание
Три панели триптиха «Пионер» рассказывают историю австралийского фермера, который выбрал землю для расчистки и обработки, и его семьи. История неоднозначна, как и многие другие работы Мак-Каббина. Художник предпочёл не отвечать, когда разгорелся спор о «правильном» значении.
На левой панели показаны фермер и его жена, остановившиеся на своем выборе; на переднем плане женщина в глубокой задумчивости. На центральной панели ребёнок на руках женщины указывает на то, что прошло какое-то время. Семейный дом, коттедж, можно увидеть на поляне между деревьями. На правой панели изображён человек, склонившийся над могилой. На заднем плане виден город, что снова указывает на то, что время прошло. Неясно, чья это могила, и был ли мужчина фермером-пионером, младенец из центральной панели или незнакомец, спотыкающийся о могилу.
Мак-Каббин написал картину на пленэре возле Фонтенбло — своего дома в Маунт-Македоне, к северо-западу от Мельбурна — используя специально вырытые траншеи, чтобы опустить холст. Вид на соседний участок, принадлежащий Уильяму Питеру МакГрегору, второму председателю горнодобывающей компании Broken Hill Proprietary Ltd. Коттедж на средней панели был домом для управляющего конным заводом МакГрегора. Жена Мак-Каббина Энни и местный пильщик Патрик «Пэдди» Уотсон были моделями для левой панели, а Уотсон также моделью для фигуры на правой панели. Моделью для центральной панели был молодой коммерческий художник Джеймс Эдвард с Энни, снова изображающей женщину. Ребёнком был Джимми Уотсон, племянник Патрика.
Изучение материалов и техники, использованных в картине, показало, что — чтобы добавить «яркости и текстуры» — Мак-Каббин покрыл землю на центральной панели ещё одним слоем свинцово-белого цвета; следы кисти на более жёстком свинцовом белом цвете можно увидеть сквозь более поздние слои при проникающем свете. Проникающий свет также показывает, что в некоторых местах использовался мастихин, чтобы нанести краску на поверхность. Картина по-прежнему находится в оригинальной раме, хотя рама могла быть перекрашена.

## История
Картина была впервые выставлена на персональной выставке Мак-Каббина в 1904 году в галерее Melbourne Athenaeum, но не нашла покупателя. Уолтер Уизерс, друг Мак-Каббина, предложил художнику добавить вид Мельбурна на заднем плане правой панели, что последний и сделал. Национальная галерея Виктории купила картину в следующем году за 367 фунтов 10 шиллингов на средства фонда Фелтона.
Картина была описана как «застенчиво националистическая; гордая процветанием прекрасного города, видимого на заднем плане — её настроение тихого оптимизма безоговорочно».
Художница Энн Захалка использовала композицию «Пионера» в своей работе «Иммигранты 2» — фотомонтаже, в котором фотографии греческо-австралийской семьи накладываются на фон, взятый с картины Мак-Каббина. Работа направлена на демонстрацию того, как недавние мигранты и другие разнообразные группы исключены из «многих текстов и изображений, которые помогли определить национальную идентичность».